# 莫天祐
莫天祐（?—?），无锡人，元末明初军事将领。
元朝末年，莫天祐组织乡众保卫无锡城，张士诚曾招降，但并不从。张士诚随即攻击无锡，但未能攻下。后张士诚投向元朝，莫天祐才被招降。张士诚屡次上表其为同佥枢密院事。当时明军围困平江，其他城池均被攻下，唯独莫天祐坚守。张士诚被攻破后，胡廷瑞急攻，莫天祐于是投降。朱元璋认为其多次进攻明军，遂遭诛杀。